# Claire Dames
Claire Dames (Condado de Alameda, California; 13 de agosto de 1981) es una actriz pornográfica estadounidense.

## Carrera como actriz porno
Dames se inició en las películas para adultos en 2007, a la edad de 26 años, y desde entonces ha aparecido en más de 300 películas.
También ha aparecido en bastantes páginas web para adultos.
Su primera escena practicando sexo anal fue en la película Big Wet Asses 12 rodada en 2007. Antes de su inicio como actriz porno ejerció como bailarina en Reno, Nevada. En marzo de 2007 resultó vencedora en el concurso "Hottest Girl in Porn" y en el segundo lugar en "Hottest Girl in Porn Newcomer".
En junio de 2009, Dames y otras cinco personas (incluyendo a Natasha Nice) fueron arrestadas y llevadas a prisión con cargos por exhibición pública debido a una sesión fotográfica de contenido pornográfico en público. Dames anunció su retiro de la industria pornográfica en 2009. Sin embargo, poco después regresó al mundo del porno y a día de hoy, continúa haciendo películas bajo la marca de Brazzers.

## Premios y nominaciones
- 2009 Nominación Premios AVN – Mejor Escena de Sexo Oral – Night of the Giving Head[7]
- 2009 Nominación Premios AVN – Mejor Actriz de Reparto – Night of the Giving Head[7]
- 2008 Nominación Premios AVN – Mejor Escena de Sexo Oral – Sperm Splattered 4[8]
- 2008 Ganadora de Premios iPorn Sexopolis Sunset Strip – Pezones más Hinchados[9]